# Nouméa International 2017
Die New Caledonia Nouméa International 2017 als offene internationale Meisterschaften von Neukaledonien im Badminton wurden vom 9. bis zum 12. Februar 2017 ausgetragen.

## Sieger und Platzierte
| Disziplin    | Gold                             | Silber                               | Bronze                                |
| ------------ | -------------------------------- | ------------------------------------ | ------------------------------------- |
| Herreneinzel | Ashwant Gobinathan               | Dylan Soedjasa                       | Anthony Joe                           |
| Herreneinzel | Ashwant Gobinathan               | Dylan Soedjasa                       | Pit Seng Low                          |
| Dameneinzel  | Wendy Chen                       | Joy Lai                              | Tiffany Ho                            |
| Dameneinzel  | Wendy Chen                       | Joy Lai                              | Jennifer Tam                          |
| Herrendoppel | Matthew Chau Sawan Serasinghe    | Joel Findlay Jeff Tho                | Jonathan Curtin Dhanny Oud            |
| Herrendoppel | Matthew Chau Sawan Serasinghe    | Joel Findlay Jeff Tho                | Michael Fariman Eric Vuong            |
| Damendoppel  | Setyana Mapasa Gronya Somerville | Tiffany Ho Joy Lai                   | Vicki Copeland Anona Pak              |
| Damendoppel  | Setyana Mapasa Gronya Somerville | Tiffany Ho Joy Lai                   | Susannah Leydon-Davis Danielle Tahuri |
| Mixed        | Sawan Serasinghe Setyana Mapasa  | Dylan Soedjasa Susannah Leydon-Davis | Mitchell Wheller Wendy Chen           |
| Mixed        | Sawan Serasinghe Setyana Mapasa  | Dylan Soedjasa Susannah Leydon-Davis | Matthew Chau Louisa Ma                |